# Salvatore Genovese (cestista)
Salvatore Genovese, detto Totò (Erice, 13 ottobre 1987), è un cestista italiano che gioca come ala.
Ha giocato in serie A e serie A2 con Varese, Messina, Roseto, Treviglio e Udine.
Ha partecipato con la nazionale sperimentale alla XXV Universiade ed è stato uno dei pochissimi siciliani nel giro delle selezioni azzurre. È stato per anni il cestista siciliano e trapanese di riferimento come dimostrano i diversi successi di squadra e riconoscimenti individuali ottenuti, lo è tuttora insieme a Marco Portannese e Matteo Imbrò. È il primo cestista siciliano a realizzare 1000 triple nelle competizioni nazionali, è il primo cestista trapanese a segnare in LBA Serie A, ha indossato a livello giovanile le canotte delle due società storiche cittadine Rosmini Erice e Pallacanestro Trapani, ed è figlio di Leonardo “Dino” Genovese centro negli anni '70 e '80 di Rosmini Erice ed Edera Trapani (poi divenuta Pallacanestro Trapani).

## Carriera
Inizia a giocare a pallacanestro nella palestra del quartiere popolare Sant’Alberto di Trapani all'età di 5 anni. Gioca le prime partite ufficiali con la canotta dell'U.S. Trapanese nel locale campionato categoria propaganda, l'attuale under13, all'età di 9 anni. Nel 1998 passa alla Rosmini Erice, società storica cittadina, dove inizia a sviluppare i fondamentali sotto la guida tecnica del padre Leonardo “Dino” Genovese, pivot negli anni '70 e '80 dell'Edera Trapani e della prima Pallacanestro Trapani targata Garraffa. Nel 2000 vestirà la maglia della Pallacanestro Trapani e nel 2001 vestirà la maglia della Virtus Alcamo, in entrambi i casi vincerà da protagonista i campionati giovanili locali a cui prenderà parte approdando alle fasi finali regionali. Nel 2001 farà parte prima della selezione locale e successivamente della selezione regionale siciliana che dopo aver battuto i pari età della Calabria prenderà parte alle finali nazionali del Trofeo delle Regioni a Viterbo, alla fine della manifestazione risulterà essere il migliore della rappresentativa siciliana e verrà inserito nella prima lista di nomi che comporrà la nazionale Under-14.
Nel settembre del 2001 a soli 13 anni esordisce a livello senior, andando più volte a segno, in una partita ufficiale FIP, in quell'occasione vestirà la maglia della Don Bosco Trapani (squadra di serie C2) in un torneo precampionato.
Nell'estate del 2002 arriva la chiamata di coach Pasquale Iracà e Coach Giovanni Perdichizzi, rispettivamente responsabile del settore giovanile e capo allenatore della prima squadra protagonista nel campionato di serie A2 della Pallacanestro Messina. Pochi mesi dopo all'età di 15 anni andrà per la prima volta in panchina in occasione del big match di serie A2 a Scafati trasmesso in diretta televisiva su Rai Sport, diventa in quel momento il più giovane cestista ad andare a referto in un campionato professionistico (cit. Franco Lauro). Nell'estate del 2003 parteciperà con la rappresentativa siciliana under-16 ai VII Jeux des îles alle Azzorre vincendo la medaglia d'argento.
Nella stagione 2003-04 la Pall. Messina, in seguito al fallimento della Virtus Bologna, approda in serie A1 sponsorizzata dalla regione, infatti sarà denominata Sicilia Messina. Cosicché esordisce a soli 16 anni in Lega Basket Serie A al PalaScapriano di Teramo.
Nel 2003 inoltre esordisce con la maglia della nazionale under18 guidata da Coach Antonio Bocchino a Pordenone.
La stagione successiva si trasferisce alla Pallacanestro Varese, entrerà in pianta stabile in prima squadra, partecipando al campionato di serie A1 e alla Uleb Cup, con l'avvento di Coach Rubén Magnano. 
Nella seconda stagione viene mandato in prestito al Basket Bosto, società varesina, dove disputa da protagonista il campionato di serie C1. Continuerà ad essere impiegato anche con la Pallacanestro Varese, infatti metterà a referto i suoi primi punti in serie A1 a 18 anni, sempre contro Teramo, nell'ultima partita di stagione regolare. 
Nella terza stagione in Lombardia firma il suo primo contratto professionistico con la Pallacanestro Varese ma verrà poco utilizzato da Coach Magnano, la stagione porterà i biancorossi a disputare i play-off scudetto. Nelle prime 3 stagioni in biancorosso partecipa anche al campionato eccellenza under 21 che vede la partecipazione dei migliori vivai italiani, vince per due anni consecutivi 2005-06 e 2006-07 il titolo di Miglior Realizzatore del suo girone a oltre 25 punti di media, e viene convocato con continuità ai raduni della nazionale under-20.
La società biancorossa nella stagione 2007-08 lo gira in prestito con regime di doppio tesseramento alla Robur et Fides Varese, storica società varesina che milita nel campionato di B2, dove ha modo di giocare con continuità. 
Con la Robur fa registrare buone statistiche in una squadra che raggiunge la post season, arriva secondo nella classifica marcatori e primo in quella play-off della serie B2, realizza la migliore prestazione stagionale della serie B2 (42 punti in 30 minuti con 9/10 al tiro da tre punti), ed è l'unico under nei campionati nazionali a raggiungere i 19 punti di media a partita infatti verrà convocato nella Nazionale Under 22 LNP di Coach Walter De Raffaele e parteciperà all’All Star Game di serie B al PalaLido di Milano. 
La stagione successiva torna alla Pallacanestro Varese in serie A2 ed entra stabilmente nelle rotazioni di coach Pillastrini avendo un buon impatto già nel precampionato, da ricordare i 15 punti (5/6 al tiro da tre punti) contro l'Olimpia Milano.
Dopo la promozione in A1, Genovese, non rientra più nei piani della Pallacanestro Varese e firma un contratto biennale con la Fortitudo Bologna di Coach Alessandro Finelli che programma la risalita in serie A1, nella stagione 2009-10 vince Summer Cup, Coppa Italia e Campionato di A dilettanti.
Nell'estate del 2010 viene ingaggiato dalla Virtus Molfetta, squadra militante nel campionato di A dilettanti, giocando tutte le partite di regular season e di playout, durante le quali viene impiegato nelle rotazioni della squadra partendo spesso nel quintetto base. All'inizio della stagione successiva si aggrega prima alla Triboldi Cremona, per poi essere aggregato alla Cimberio Varese. A novembre 2011 passa alla Sebastiani Rieti, con la quale disputa il campionato di Divisione Nazionale B.
Dopo aver giocato nel Basket Scauri, nei Roseto Sharks, nel Basket Montichiari e al Basket Golfo Piombino, passa nel febbraio 2016 alla Pallacanestro Orzinuovi. Nella stagione 2016-17 milita in Serie A2 con la Blubasket Treviglio, passa poi nella stagione 2017-18 alla Fiorentina Basket in Serie B. Nell'estate 2018 torna a giocare in A2 firmando per l'APU Udine.
A marzo 2019, torna dopo nemmeno un anno a Firenze per giocare ancora con l’ambiziosa Fiorentina Basket in serie B agli ordini di coach Andrea Niccolai.

## Palmarès

### Club
- Legadue: 1

Pallacanestro Varese: 2008-09
- Serie A Dilettanti LNP: 1

Fortitudo Bologna: 2009-10
- Coppa Italia LNP: 2

Fortitudo Bologna: 2010
Basket Montichiari: 2015

### Individuali
- Oscar del basket siciliano RealBasket Sicilia - giocatore 2009
- Oscar del basket siciliano RealBasket Sicilia - giocatore 2011
- Personaggio del basket siciliano RealBasket Sicilia 2010
- Premio Nino Donia FIP Sicilia - Miglior Atleta Senior 2012
- Premio Golfo d'Oro CONI Formia - Cestista 2013
- Miglior realizzatore Campionato Under21 Eccellenza Lombardia FIP 2005-2006
- Miglior realizzatore Campionato Under21 Eccellenza Lombardia FIP 2006-2007
- Miglior realizzatore Under Campionati LNP 2007-2008